# Pucov (Tschechien)

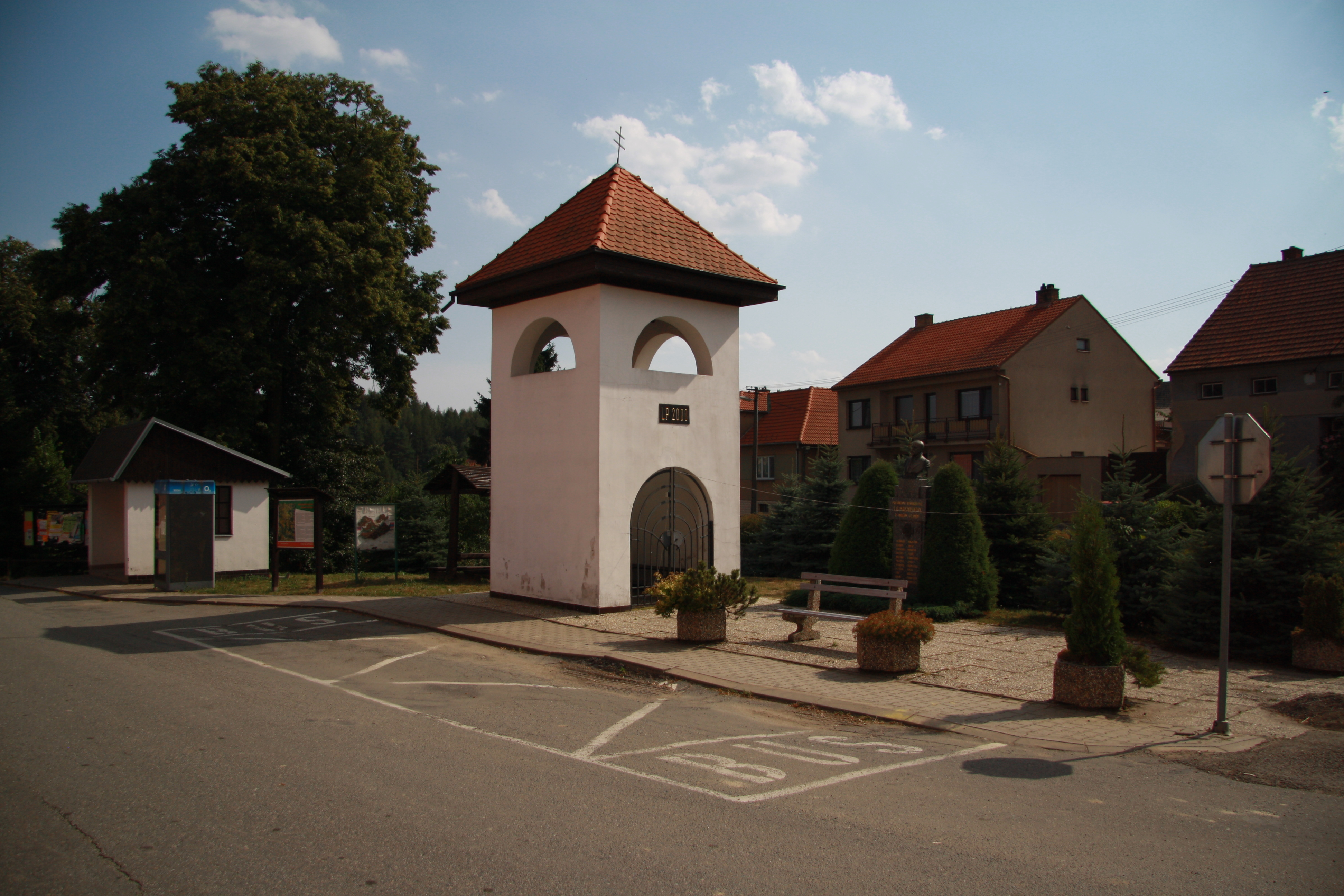
Dorfplatz mit Kapelle der hl. Dreifaltigkeit

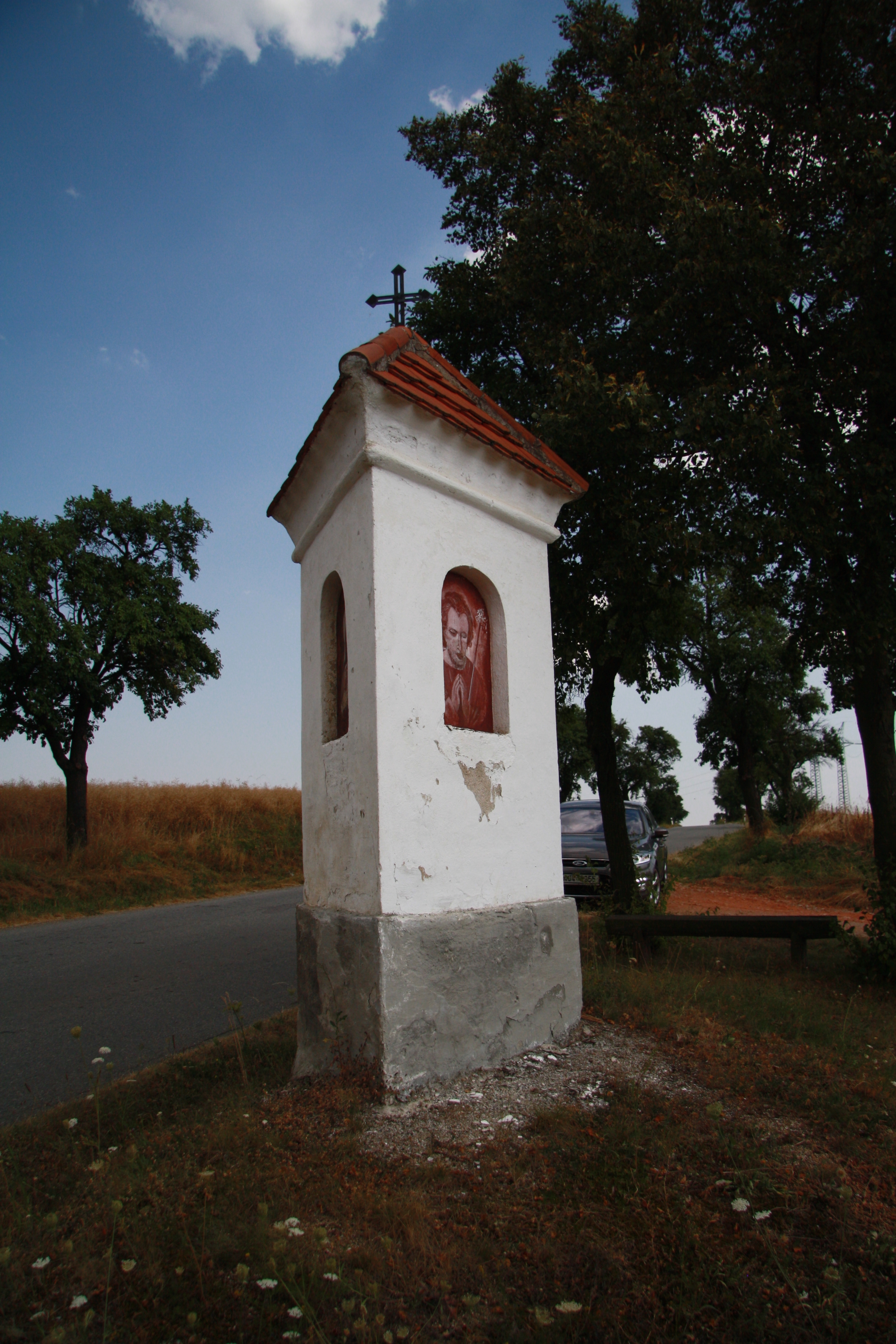
Bildstock

Pucov (deutsch Putzow, 1939–45 Butzau) ist eine Gemeinde in Tschechien. Sie liegt sechs Kilometer südwestlich von Velká Bíteš und gehört zum Okres Třebíč.

## Geographie
Pucov befindet sich rechtsseitig des Baches Pucovský potok in den Ausläufern der Křižanovská vrchovina (Krischanauer Bergland) im Süden der Böhmisch-Mährischen Höhe. Durch den Ort führt die Staatsstraße II/392 zwischen Velké Meziříčí und Kralice nad Oslavou. Westlich erheben sich die Kobelčiny (457 m n.m.), im Nordwesten der Na Hložcích (484 m n.m.).
Nachbarorte sind Jestřabí im Norden, Jindřichov und Košíkov im Nordosten, Ludvíkov, Krokočín und Stanoviště im Osten, Hluboké und Jinošov im Südosten, Otradice im Süden, Jedov und Naloučany im Südwesten, Jasinka, Čikovská Myslivna, Naloučanský Mlýn und Zahrádka im Westen sowie Důl Pucov, Vaneč und Jasenice im Nordwesten.

## Geschichte
Die erste urkundliche Erwähnung des Dorfes erfolgte im Jahre 1255. Seit dem 14. Jahrhundert bestand in Pucov ein Herrenhof. Ab 1348 gehörte Pucov den Vladiken Kralický von Kralitz. Zwischen 1378 und 1390 war es mit dem Gut Otradice verbunden und wurde danach wieder an das Gut Kralitz angeschlossen. Im Jahre 1451 gehörte der Hof mit einem Teil des Dorfes der Barbara von Pucov, die ihren Sohn Hynek von Lhota in Gütergemeinschaft nahm. Letzterer erwarb wenig später auch den anderen Teil des Dorfes von Veit von Kralitz; er verschrieb seiner Frau Agnes von Olkowitz darauf eine Morgengabe von 250 Dukaten und nahm zudem Matthias Březnický von Náchod in Gütergemeinschaft. Ab 1492 war Puchov an das Gut Březník angeschlossen und wurde später dem Gut Jeneschau zugeschlagen. Im Jahre 1618 verkaufte Georg Březnický von Náchod das Gut Jeneschau mit der Feste und dem Dorf Jeneschau, dem Dorf und dem Hof Pucov, dem Dorf Křoví sowie einem Bauern in Zhoř an Karl den Älteren von Žerotín, der den Besitz seiner Herrschaft Namiest zuschlug. Der Hof Puchov erlosch danach. 1628 ist eine Mühle nachweisbar.
Im Jahre 1842 bestand das im Znaimer Kreis auf einer Anhöhe gelegene Dorf Putzow bzw. Pučow aus 39 Häusern, in denen 333 Personen lebten. Pfarrort war Jeneschau. Bis zur Mitte des 19. Jahrhunderts blieb Putzow der Fideikommissgrafschaft Namiescht untertänig.
Nach der Aufhebung der Patrimonialherrschaften bildete Pucov / Butzow ab 1849 einen Ortsteil der Gemeinde Jasenice im Gerichtsbezirk Namiest. Im Jahre 1867 entstand die Gemeinde Pucov. Ab 1869 gehörte Pucov zum Bezirk Trebitsch. Zu dieser Zeit hatte das Dorf 302 Einwohner und bestand aus 42 Häusern. Im Jahre 1900 lebten in Pucov 304 Personen; 1910 waren es 293. Beim Zensus von 1921 lebten in den 54 Häusern der Gemeinde 289 Personen, darunter 286 Tschechen. Im Jahre 1930 bestand Pucov aus 59 Häusern und hatte 297 Einwohner. Zwischen 1939 und 1945 gehörte Pucov / Butzau zum Protektorat Böhmen und Mähren. 1948 wurde die Gemeinde dem Okres Velká Bíteš zugeordnet. Im Jahre 1950 hatte Pucov 242 Einwohner. Im Zuge der Gebietsreform und der Aufhebung des Okres Velká Bíteš wurde die Gemeinde am 1. Juli 1960 dem Okres Třebíč zugewiesen. Zwischen 1963 und 1967 sowie zwischen 1974 und 1991 wurde nordwestlich von Pucov Uranerz abgebaut. Die Grube důl Pucov förderte in dieser Zeit über 311 Tonnen Uran und erreichte eine Teufe von 400 Metern. Beim Zensus von 2001 lebten in den 56 Häusern von Pucov 133 Personen.

## Gemeindegliederung
Für die Gemeinde Pucov sind keine Ortsteile ausgewiesen. Zu Pucov gehört die Siedlung Důl Pucov.

## Sehenswürdigkeiten
- Kapelle der hl. Dreifaltigkeit auf dem Dorfplatz, errichtet im Jahre 2000
- Bildstock, an der Straße nach Jinošov
- Denkmal der Gefallenen des Ersten Weltkrieges, mit Büste von T. G. Masaryk
- Steinernes Kreuz, geschaffen 1852